# Idrottsföreningen Kamraterna Värnamo
L'Idrottsföreningen Kamraterna Värnamo, meglio noto come IFK Värnamo, è una società calcistica svedese con sede nella città di Värnamo. Milita in Allsvenskan, la massima divisione del campionato svedese.
Disputa le proprie partite casalinghe al Finnvedsvallen.

## Storia
La società venne creata il 2 maggio 1912 presso il salone del barbiere Karl Wetterholm, uno dei fondatori. All'epoca il calcio non era tra gli sport praticati dall'associazione, tanto che ci vollero quattordici anni prima che, nel 1926, questa disciplina venne ufficialmente introdotta.
Al termine della 1929-1930 la squadra salì in terza serie, mentre nel 1933-1934 vinse il campionato di Division 3 Sydöstra e raggiunse la seconda serie nazionale, rimanendovi per due stagioni. Tornò a disputare l'allora Division 2 a partire dal 1937-1938, parentesi che questa volta durò quattro anni. Per rivedere l'IFK Värnamo in seconda serie fu necessario attendere la stagione 1946-1947, terminata con una retrocessione immediata. Un'ulteriore retrocessione giunse nel 1950-1951, con la discesa in quarta serie. Negli anni a seguenti, alternò spesso partecipazioni alla quarta serie ad altre alla terza serie.
Tra il 1966 e il 1968 l'IFK Värnamo compì un doppio salto, centrando due promozioni consecutive che portarono i biancoblu dalla quarta alla seconda serie nazionale, dove resistettero per tre annate. Tra il 1970 e il 1971 si assistette invece a una doppia discesa, retrocedendo dall'allora Division 2 alla Division 4 nell'arco di due anni. Nei decenni a seguire, la squadra oscillò fra il quarto e il terzo livello del calcio svedese.
A 40 anni di distanza dall'ultima apparizione in seconda serie, la squadra – guidata in panchina dall'ex IFK Värnamo ma anche ex Napoli ed ex Roma Jonas Thern – terminò al primo posto il campionato di Division 1 Södra 2010 e ritrovò così la categoria. I primi tre anni che seguirono il ritorno in cadetteria si conclusero con una salvezza ottenuta tramite gli spareggi, poi arrivarono salvezze più tranquille, su tutte il sesto posto ottenuto nella Superettan 2017. Nel 2018, tuttavia, ci fu una retrocessione che pose fine alla striscia di otto partecipazioni consecutive alla Superettan, succedute da due stagioni in terza serie.
Il campionato di Superettan 2021 vide il neopromosso IFK Värnamo conquistare a sorpresa, contro i favori dei pronostici, il primo posto in classifica e la prima promozione in Allsvenskan in 109 anni di storia del club. La prima annata dei biancoblu nella massima serie si concluse invece con una salvezza, frutto del decimo posto nell'Allsvenskan 2022. L'anno seguente, i ragazzi del tecnico Kim Hellberg (all'ultimo anno sulla panchina del club) riuscirono a migliorare ulteriormente chiudendo l'Allsvenskan 2023 con un sorprendente quinto posto. La stagione 2024 fu invece complicata visto il terzultimo posto in classifica, ma i risultati del doppio confronto di spareggio contro il Landskrona BoIS assicurarono comunque la permanenza in categoria.

## Organico

### Rosa 2025
Aggiornata al 19 agosto 2025.
| N. |                    | Ruolo | Calciatore        |
| -- | ------------------ | ----- | ----------------- |
| 1  | Svezia (bandiera)  | P     | Jonathan Rasheed  |
| 3  | Svezia (bandiera)  | D     | Viktor Bergh      |
| 4  | Brasile (bandiera) | D     | Evaldo Netinho    |
| 5  | Svezia (bandiera)  | D     | Victor Larsson    |
| 6  | Svezia (bandiera)  | D     | Hampus Näsström   |
| 7  | Svezia (bandiera)  | C     | Charlie Vindehall |
| 9  | Svezia (bandiera)  | C     | Oscar Johansson   |
| 10 | Svezia (bandiera)  | A     | Ajdin Zeljkovic   |
| 11 | Svezia (bandiera)  | A     | Edvin Becirovic   |
| 14 | Svezia (bandiera)  | A     | Gustav Engvall    |
| 15 | Svezia (bandiera)  | C     | Carl Johansson    |
| 16 | Svezia (bandiera)  | D     | Albin Lohikangas  |
| 17 | Svezia (bandiera)  | A     | Fred Bozicevic    |
| 18 | Brasile (bandiera) | C     | Wenderson         |
| 19 | Canada (bandiera)  | C     | Marco Bustos      |

| N. |                        | Ruolo | Calciatore               |
| -- | ---------------------- | ----- | ------------------------ |
| 20 | Svezia (bandiera)      | D     | Freddy Winsth            |
| 21 | Svezia (bandiera)      | C     | William Kenndal          |
| 22 | Svezia (bandiera)      | C     | Simon Thern              |
| 24 | Svezia (bandiera)      | D     | Emin Grozdanic           |
| 25 | Svezia (bandiera)      | D     | Victor Eriksson          |
| 26 | Svezia (bandiera)      | D     | Pontus Kindberg          |
| 27 | Svezia (bandiera)      | D     | Johan Kenneryd           |
| 28 | Ghana (bandiera)       | A     | Frank Junior Adjei       |
| 30 | Bielorussia (bandiera) | P     | Pilip Vajcjachovič       |
| 31 | Svezia (bandiera)      | P     | Hampus Gustafsson        |
| 33 | Svezia (bandiera)      | A     | Joel Voelkerling Persson |
| 36 | Svezia (bandiera)      | D     | Emin Hasić               |
| 37 | Nigeria (bandiera)     | A     | Johnbosco Kalu           |
|    | Nigeria (bandiera)     | C     | Ishaq Abdulrazak         |

## Palmarès

### Competizioni nazionali
- Superettan: 1

2021
- Ettan: 2

2010, 2020